# King Curtis
King Curtis, egentligen Curtis Ousley, född som Curtis Montgomery den 7 februari 1934 i Fort Worth, Texas, död 13 augusti 1971 i New York, var en amerikansk saxofonist inom framförallt jazz, r&b och soul, samt producent. Som soloartist är han främst känd för låtarna "Soul Twist" från 1962 och "Memphis Soul Stew" från 1967. Hans version av "Ode to Billie Joe" blev också den en amerikansk hit 1967. Han gjorde även betydande insatser för andra artister. Bland annat hörs han som saxofonist på The Coasters rockklassiker "Yakety Yak" och "Charlie Brown". 1965 började han arbeta fast på Atlantic Records där han bland annat ledde Aretha Franklins band. 1971 medverkade han på John Lennons album Imagine där han gör saxofonsolon på låtarna "It's So Hard" och "I Don't Wanna Be a Soldier".